# Kozlovska sodba v Višnji Gori
Kozlovska sodba v Višnji Gori je humoreska slovenskega pisatelja Josipa Jurčiča, ki je prvič izšla leta 1867 v reviji Slovenski glasnik. Gre za satiro, v kateri avtor obravnava medčloveške odnose na slovenskem podeželju konec 19. stoletja.

## Vsebina
V Višnji Gori so pred mnogimi leti živeli Lukež Drnulja, njegov kozel Lisec in Andraž Slamorezec. Nekega dne, ko je Lukež nabiral listje, mu je kozel pobegnil, ker so ga vedno nadlegovali psi in višnjavski otroci. Tekel je in prišel do vrta z lesenim plotom, last Andraža Slamorezca, mestnega svetovalca. Kozel Lisec je poželjivo gledal slastno solato in zelje, ki sta rasla v vrtu. Ni in ni vedel, kako bi prišel v vrt. To je opazil Andraž Slamorezec, ki je ravno popil nekaj kislega mleka za kosilo. Kozla je hotel zmerjati in tepsti, ampak ga je Lukež ustavil, ko je iskal svojega kozla. Andraž Slamorezec je tožil Lukeža in njegovega kozla. Andraž in Lukež se nista marala, med njima so bile stare zamere, zato je bila naloga sodišča še težja. Na sodbo so prišli mestni svetniki, župan in sodniki. Niso in niso se mogli odločiti, kdo je kriv. Takrat je prišel mimo berač in vedež Flere Krivostegno. Naposled so ljudje sklenili, naj razsodi bistroumnež. Po dolgem premisleku se je bistroumnež odločil in razsodil. Kozel naj je devetkrat udarjen po svoji senci, Lukež pa je moral vse to gledati z zavezanimi očmi. 